# Falcón
Falcón  (španjolski. Estado Falcón) je jedna od 23 savezne države Venezuele, koja se nalazi na sjeverozapadu zemlje.
Ime je dobila po nekadašnjem predsjedniku Venezuele (1863. – 1968.) - Juanu Falcónu.

## Karakteristike
U Falcónu živi 902,847 stanovnika na površini od 24,800 km²
Falcón koji se jednim dijelom prostire po poluotoku Paraguaná, sa sjevera je omeđen Karipskim morem a sa zapada Venezuelanskim zaljevom. Sa sjeverozapada graniči sa saveznom državom Zulia, a s juga s Larom i Yaracuyom.
Teren države sastoji se od obalne ravnice i krajnjih obronaka Karipskih Anda, to je sušni kraj posnih oranica.
Glavni grad je Coro, jedan od najstarijih gradova u Venezueli osnovan 1527., a najveći je Punto Fijo grad naftne industrije.

## Povijest
Obalu tog kraja prvi put su oplovili i kartografirali 1499. - Juan de la Cosa i Amerigo Vespucci, kao članovi ekspedicije koju je vodio Alonso de Ojeda.
Od 1993. povijesni centar Cora zajedno s njegovom lukom upisan je na UNESCO-ov popis mjesta svjetske baštine u Americi. Na tom lokalitetu se nalazi 602 povijesnih građevina

## Gospodarstvo
Veći dio države je ruralni kraj, u kom je ribarstvo važna grana gospodarstva, jer je ratarstvo manje više ograničeno na riječne kotline i planinske visoravni. Većinom se uzgaja; kukuruz, kokos, luk, sirak, krumpir, banane, dinje, lubenice, šećerna trska i kava. Kozarstvo je široko rasprostranjeno, ali ne i na većim nadmorskim visinama gdje je zbog prekomjernog uzgoja i deforestacije danas onemogućeno.
Nasuprot tome poluotok Paraguaná i kraj oko glavnog grada Cora doživio je eksplozivnu industrijalizaciju i urbani rast. Duž jugozapadne obale poluotoka leže ogromne rafinerije nafte, kao one u Amuayu i Cardonu. Tako da se velik dio venezuelanske nafte prerađuje u Falconu, a nakon tog se tankerima transportira dalje po svijetu.
Sjeverni dio države uključujući i poluotok Paraguanu dobro je pokriven autocestama.

## Vanjske poveznice
- Falcón na portalu Venezuela Tuya (šp.)
- Falcón na portalu Encyclopedia Britannica (engl.)